# パストール・マルドナド
パストール・ラファエル・マルドナド・モッタ（Pastor Rafael Maldonado Motta, 1985年3月9日 - ）は、ベネズエラ・マラカイ出身のレーシングドライバー。2010年のGP2チャンピオン。ベネズエラ人としては初のF1優勝者。
フジテレビF1中継では「パストール・マルドナード」と表記されている。

## 経歴

### カート/フォーミュラ・ルノー
ベネズエラ国内でカートレースを戦った後、1998年に国際カートレースに参戦するため渡欧した。
2003年からはイタリア・フォーミュラ・ルノー選手権に参戦し、翌2004年はイタリア選手権に加えユーロカップ・フォーミュラ・ルノーにも参戦し、イタリア選手権ではチャンピオンを獲得した。この年の11月、ミサノ・サーキットで行われたF1のミナルディチームのテストに参加した。

### F3000/フォーミュラ・ルノー3.5
2005年にはイタリアF3000選手権に4戦のスポット参戦をし、フォーミュラ・ルノー3.5にも7戦に出場した。しかしフォーミュラ・ルノー3.5ではレース中の危険行為により4戦の出場停止を受けている。しかし翌シーズンの2006年はフォーミュラ・ルノー3.5にフル参戦を果たし、シリーズ3位となった。

### GP2
2007年からはGP2に参戦し、その年のモナコで初優勝を果たした。
2008年はシリーズ5位、2009年はシリーズ6位となったが、2010年は第3戦トルコからレース1おいて6連勝を記録し、この年のGP2チャンピオンを獲得した。

### F1
2010年のアブダビGP後に行われた若手ドライバーテストとピレリタイヤテストに、ヒスパニア・レーシングとウィリアムズから参加し、2台のF1マシンで合計4日間走行した。
2010年12月2日、ウィリアムズF1チームとのレギュラードライバー契約を発表し、2011年よりF1デビューすることが決定した。チームとマルドナド・PDVSAとの契約は2015年末までであった。

#### 2011年
ウィリアムズから参戦。チームメイトはルーベンス・バリチェロ。開幕2戦はリタイアに終わり、第3戦中国GPでF1初完走を果たす。第5戦スペインGPの予選では自身初のQ3進出果たし9番グリッドを獲得。次の第6戦モナコGPでは前戦で記録した自己最高グリッドを更新する8番手からスタートすると、決勝では残り5周まで入賞圏内の6位を走行していたがルイス・ハミルトンと接触しリタイア、18位完走扱いに終わった。第12戦ベルギーGPで10位でフィニッシュし初入賞を果たした。その後もしばしば予選ではQ3に入り速さはアピールしたものの、入賞には届かない展開が続き、入賞は前述のベルギーGPの1度に留まりランキング19位、総獲得ポイントは1ポイントに終わった。
2011年12月、来シーズンもウィリアムズに残留することが発表された。

#### 2012年
引き続きウィリアムズから参戦。チームメイトはブルーノ・セナ。2012年は開幕戦オーストラリアGPから幸先よく予選Q3進出を果たし、決勝も6位を走行していたが最終ラップのターン7でクラッシュを喫しストップ（13位完走扱い）。第2戦マレーシアGPにおいても、10位を走行していた決勝レース54周目にエンジントラブルによってリタイア（19位完走扱い）とチェッカーを受けられないレースが続いた。
第3戦中国GPで8位入賞を果たしポイント獲得に成功、第5戦スペインGPでは再び予選Q3に進出し予選2位のタイムを記録した。その後、ハミルトンが予選失格になったことで初のポールポジションを獲得。決勝レースではスタートでフェラーリのフェルナンド・アロンソに先行を許すものの、ピットストップでポジション奪回に成功。そのまま抑えきりF1初優勝を果たした。この優勝はベネズエラ人として史上初、ウイリアムズとしても2004年のファン・パブロ・モントーヤ以来8年ぶりの快挙であった。
しかしこのスペインGPでの優勝以降は入賞圏内にすら入れない日々が続いた。第12戦ベルギーGPでは予選3位のタイムを記録したが、セッション中にニコ・ヒュルケンベルグの走行を妨害したとして6位へと降格。更に決勝ではジャンプスタートするエラーを犯しドライブスルーペナルティを受けることになった。だがペナルティを受ける前にマルシャのティモ・グロックと衝突しフロントノーズを破損、そのままリタイアとなった。これにより次戦はベルギーGPで受けるはずだったペナルティに加え更にグロックとの接触のペナルティにより10グリッド降格の処分を受けた。第13戦イタリアGPでは11位で完走したが入賞圏内の10位にはあと一歩及ばなかった。
第14戦シンガポールGPで予選2位を獲得。決勝でも混乱なく上位を走行していたが36周目に油圧系統のトラブルでリタイアとなり、スペインでの優勝以後は9戦連続でノーポイントとなった。
第15戦日本GPで8位となり、10戦ぶりにポイントを獲得。第18戦アブダビGPでは決勝5位とやや復調したが、決勝ノーポイントが多いことが響き、優勝を経験しながらシーズンランキングは13位で終了となった。予選ではたびたびQ3進出を果たしており一発の速さを見せた反面、決勝で他車との接触事故が多く、危険なドライバーとして警戒された。

#### 2013年
ウィリアムズでの3年目、チームメイトはF1ルーキーのバルテリ・ボッタスとなった。同年のマシンFW35は戦闘力を持たず、前年の優勝が嘘のように予選・決勝共にパフォーマンスは低迷、入賞は第10戦ハンガリーGPの10位1回・1ポイントのみに終わった。チームメイトのボッタスも入賞はアメリカGPの8位1回のみと低迷続きのウィリアムズから離れるべくマルドナドは他チームへの移籍に動き、この年と前年に1勝ずつ挙げたロータスと契約。マルドナドとウィリアムズとの間にはまだ高額のスポンサー契約とドライバー契約が残っていたが、違約金として残り期間のスポンサー料を支払うことでウィリアムズからの離脱が認められた。

#### 2014年
ロータスに移籍。チームメイトはロマン・グロージャン。チームは前年終盤のライコネンへの給与未払いから端を発した財政難がシャシー開発に影響し、ルノー製パワーユニットもパワー不足。このシーズンは前年から大きく性能を落とし入賞とはほど遠い状況で、リタイヤ数も前年より増え、アメリカGPの9位がベストリザルトとなった。最終戦アブダビGPでは車が燃えてしまい、無線でエンジンに絡めたジョークをマルドナドが発すると、クルー全員が大爆笑することもあったほどだった。ロータスに持ち込んだマルドナドの資金は、財政難のチームの負債の処理に充てられマシンの戦闘力向上にはつながらず、逆に三下り半を突き付けたウィリアムズはマルドナドが支払った違約金やマルティーニなどの新たなスポンサーを得て2014年のマシン開発を改善させ、結果的に圧倒的性能だったメルセデス製パワーユニットにスイッチしたことで競争力を取り戻し、マルドナドに代わって加入したフェリペ・マッサとボッタスの活躍で大幅に成績を向上させる皮肉な移籍劇となった。

#### 2015年
パワーユニットがメルセデスとなり、パフォーマンス向上が見込まれたもののリタイヤ数が9と過去最高を更新。荒い走りにペナルティが課されることが目立つシーズンとなった。それでもカナダGP・オーストリアGP・ロシアGPでは健闘して7位。特に後半戦は比較的安定した走りを見せ4戦に入賞し、2012年の45ポイントに次ぐ27ポイントを獲得した。しかし、かつて同じように荒いドライビングが批判された同僚のグロージャンが大きく評価を上げたのに対し、マルドナドは先述のペナルティの多さに加えて個人順位でも下位チームの新人に後れをとるなど腕前に対する疑念が強まる1年となった。
2016年もロータスと契約しレースに参戦する予定であった。しかし、ロータスはルノーF1に買収され、マルドナドのスポンサーを務めるベネズエラ国営石油会社（PDVSA）と交渉を進めることとなる。その頃、母国のベネズエラでは国際石油価格の下落（約1年間で半分以上の急落）による経済、政治が不安定な状況となり、国営会社であるPDVSAとルノー間の支払いの意見の食い違いが発生。その結果、ルノーのシートを確保できず、ルノーの公式発表前の2月2日、自身のTwitterで「2016年のレースには参戦しない」と発表した。

### 耐久レース
F1のシートを失った後、しばらくは表立ったレース活動を行っていなかったが、2018－2019年のWECスーパーシーズンおよび2018年のヨーロピアン・ル・マン・シリーズにドラゴンスピードからの参戦が発表された。ドライビングスタイルもF1時代とさほど変わっていない。

## エピソード
- GP2シリーズ王者が翌年F1にフル参戦デビューできた最後のケースが、このマルドナドである[注釈 3]。その後F2と名を改めた2017年シーズンにチャンピオンを獲得したシャルル・ルクレールが翌年にザウバーからのデビューが決まり、マルドナド以来7年ぶりのフル参戦デビューとなる。
- 参戦したシーズンのうち3シーズンは入賞1回と低調なシーズンであるが、F1でのノーポイントシーズンは無い。
- 2012年は完走扱いであるが、2015年までの5年間、1度も第1戦のオーストラリア、第2戦のマレーシアでチェッカーを受けていない。
- 2012年シーズン前、ウィリアムズからPDVSAへの請求書がネットに流出した。金額は2,940万ポンド（当時の日本円で約36億円）。PDVSAはマルドナドの持ち込みスポンサーの為、F1史上最高額のペイ・ドライバーなどと揶揄された[11][12]。
- 2005年に参戦したフォーミュラ・ルノー3.5のモナコGPの前座レースに於いて、イエロー・フラッグを無視した結果マーシャルにぶつかり背骨を折る重傷を負わせる大事故を起こした。モナコGPの主催者はマルドナドをモナコ市街地サーキットでのレースから永久追放するという処分を下したものの、父親が怪我をしたマーシャルの回復及びリハビリ費用を負担する事を約束したことで、F1に於いてもモナコGPに参戦可能になっている[13]。しかし、下位カテゴリーのレースではかなりの強さを発揮していたのだが、F1でのモナコはデビューイヤーの2011年の18位完走扱いを除き、全てリタイア。
- 2012年スペインGPで初優勝を上げた時の表彰台では、フェルナンド・アロンソとキミ・ライコネンという2人のチャンピオン経験者に担ぎ上げてもらうという珍しいパフォーマンスを行った[14]。
- 2012年のスペインGP後、ウィリアムズのピットで火災が発生。骨折していた従弟のマヌエル・マルドナドを背負って救出し、英雄と讃えられた。
- 2012年の夏休み中、初優勝後初めて母国ベネズエラに凱旋し、VIP、五輪金メダリスト、及び大勢のファンに見守られる中でスポーツ祝典のハイライトとしてウイリアムズのF1マシンで12周のデモ走行が予定されていた。しかしデモ走行を始めて2周目にスピン及びクラッシュをしてしまい、そのままデモ走行を終えるはめになってしまった[15][16]。
- 2014年シーズンより固定ナンバー制度が導入されたのに伴い、マルドナドは13番を選択。F1においては創立時より「13」は欧米において不吉な数字であったため使用される事が極めて稀であったが、マルドナドが選択したことにより1976年にてディビナ・ガリカに割り当てられて以来、38年ぶりに「No.13」のマシンが走ることになった[17][注釈 4]。
  - 13番を選んだ理由は、ベネズエラ出身のメジャーリーガーであるデーブ・コンセプシオンが背番号13をつけていたため、それにあやかっている。コンセプシオンはメジャーリーグにて大活躍した人物で、ベネズエラにおいて英雄的存在である[18]。
- 大の野球好きであり、本人曰く「野球でも成功できる才能があった」。
- 多くのアクシデントの原因となったため、その実力を揶揄するような様々なニックネーム[19][20]が付けられてきたが、一方でその個性的なドライビングを評価する関係者も一定数存在した[21]。
- 日本のネットでは「マルド師匠」「師匠」という愛称で親しまれている[22]。

## レース戦績

### フォーミュラ・ルノー3.5 シリーズ
| 年     | チーム             | 1         | 2         | 3         | 4        | 5         | 6         | 7         | 8     | 9     | 10      | 11        | 12       | 13        | 14        | 15        | 16        | 17        | 順位 | ポイント |
| ------ | ------------------ | --------- | --------- | --------- | -------- | --------- | --------- | --------- | ----- | ----- | ------- | --------- | -------- | --------- | --------- | --------- | --------- | --------- | ---- | -------- |
| 2005年 | DAMS               | ZOL 1 20† | ZOL 2 Ret | MON 1 DNS | VAL 1    | VAL 2     | LMS 1     | LMS 2     | BIL 1 | BIL 2 | OSC 1   | OSC 2     | DON 1 25 | DON 2 7   | EST 1 12  | EST 2 Ret | MNZ 1 Ret | MNZ 2 Ret | 25位 | 4        |
| 2006年 | ドラコ・レーシング | ZOL 1 8   | ZOL 2 3   | MON 1     | IST 1 11 | IST 2 Ret | MIS 1 DSQ | MIS 2 Ret | SPA 1 | SPA 2 | NÜR 1 6 | NÜR 2 22† | DON 1 8  | DON 2 Ret | LMS 1 Ret | LMS 2 1   | CAT 1 10  | CAT 2     | 3位  | 102      |

- 太字はポールポジション、斜字はファステストラップ。(key)
- † : リタイアだが、90%以上の距離を走行したため規定により完走扱い。

### GP2
| 年     | チーム                   | 1           | 2           | 3           | 4           | 5         | 6           | 7         | 8         | 9           | 10          | 11        | 12          | 13          | 14          | 15        | 16          | 17          | 18          | 19         | 20         | 21      | 総合順位 | ポイント |
| ------ | ------------------------ | ----------- | ----------- | ----------- | ----------- | --------- | ----------- | --------- | --------- | ----------- | ----------- | --------- | ----------- | ----------- | ----------- | --------- | ----------- | ----------- | ----------- | ---------- | ---------- | ------- | -------- | -------- |
| 2007年 | トライデント・レーシング | BHR FEA DNS | BHR SPR 16† | CAT FEA Ret | CAT SPR 17† | MON FEA 1 | MAG FEA 10  | MAG SPR 8 | SIL FEA 7 | SIL SPR 2   | NÜR FEA 6   | NÜR SPR 4 | HUN FEA Ret | HUN SPR Ret | IST FEA     | IST SPR   | MNZ FEA     | MNZ SPR     | SPA FEA     | SPA SPR    | VAL FEA    | VAL SPR | 11位     | 25       |
| 2008年 | ピケ・スポーツ           | CAT FEA 12  | CAT SPR Ret | IST FEA Ret | IST SPR Ret | MON FEA 2 | MON SPR Ret | MAG FEA 3 | MAG SPR 7 | SIL FEA Ret | SIL SPR 15† | NÜR FEA 6 | NÜR SPR 18  | HUN FEA 5   | HUN SPR 18† | VAL FEA 2 | VAL SPR Ret | SPA FEA 3   | SPA SPR 1   | MNZ FEA 2  | MNZ SPR 4  |         | 5位      | 60       |
| 2009年 | ARTグランプリ            | CAT FEA 5   | CAT SPR 6   | MON FEA 8   | MON SPR 1   | IST FEA 6 | IST SPR 5   | SIL FEA 7 | SIL SPR 1 | HOC FEA Ret | HOC SPR 9   | HUN FEA 4 | HUN SPR Ret | VAL FEA DSQ | VAL SPR 8   | SPA FEA 4 | SPA SPR Ret | MNZ FEA Ret | MNZ SPR 15† | ALG FEA 11 | ALG SPR 20 |         | 6位      | 36       |
| 2010年 | ラパックス               | CAT FEA 6   | CAT SPR 3   | MON FEA 2   | MON SPR 11  | IST FEA 1 | IST SPR 6   | VAL FEA 1 | VAL SPR 4 | SIL FEA 1   | SIL SPR 4   | HOC FEA 1 | HOC SPR 20† | HUN FEA 1   | HUN FEA DSQ | SPA FEA 1 | SPA SPR Ret | MNZ FEA Ret | MNZ SPR Ret | YMC FEA 17 | YMC SPR 10 |         | 1位      | 87       |

- 太字はポールポジション、斜字はファステストラップ。(key)
- † : リタイアだが、90%以上の距離を走行したため規定により完走扱い。

#### GP2アジアシリーズ
| 年        | エントラント  | 1       | 2       | 3           | 4         | 5        | 6        | 7       | 8       | 9         | 10        | 11           | 12           | DC   | ポイント |
| --------- | ------------- | ------- | ------- | ----------- | --------- | -------- | -------- | ------- | ------- | --------- | --------- | ------------ | ------------ | ---- | -------- |
| 2008-09年 | ARTグランプリ | CHN FEA | CHN SPR | DUB FEA Ret | DUB SPR C | BHR1 FEA | BHR1 SPR | QAT FEA | QAT SPR | MYS FEA 7 | MYS SPR 2 | BHR2 FEA Ret | BHR2 SPR Ret | 15位 | 7        |

(key)

### F1
| 年     | 所属チーム   | シャシー   | 1       | 2       | 3       | 4       | 5       | 6       | 7       | 8      | 9       | 10     | 11      | 12      | 13     | 14      | 15     | 16      | 17      | 18     | 19      | 20      | WDC  | ポイント |
| ------ | ------------ | ---------- | ------- | ------- | ------- | ------- | ------- | ------- | ------- | ------ | ------- | ------ | ------- | ------- | ------ | ------- | ------ | ------- | ------- | ------ | ------- | ------- | ---- | -------- |
| 2011年 | ウィリアムズ | FW33       | AUS Ret | MAL Ret | CHN 18  | TUR 17  | ESP 15  | MON 18† | CAN Ret | EUR 18 | GBR 14  | GER 14 | HUN 16  | BEL 10  | ITA 11 | SIN 11  | JPN 14 | KOR Ret | IND Ret | ABU 14 | BRA Ret |         | 19位 | 1        |
| 2012年 | ウィリアムズ | FW34       | AUS 13† | MAL 19† | CHN 8   | BHR Ret | ESP 1   | MON Ret | CAN 13  | EUR 12 | GBR 16  | GER 15 | HUN 13  | BEL Ret | ITA 11 | SIN Ret | JPN 8  | KOR 14  | IND 16  | ABU 5  | USA 9   | BRA Ret | 15位 | 45       |
| 2013年 | ウィリアムズ | FW35       | AUS Ret | MAL Ret | CHN 14  | BHR 11  | ESP 14  | MON Ret | CAN 16  | GBR 11 | GER 15  | HUN 10 | BEL 17  | ITA 14  | SIN 11 | KOR 13  | JPN 16 | IND 12  | ABU 11  | USA 17 | BRA 16  |         | 18位 | 1        |
| 2014年 | ロータス     | E22        | AUS Ret | MAL Ret | BHR 14  | CHN 14  | ESP 15  | MON DNS | CAN Ret | AUT 12 | GBR 17† | GER 12 | HUN 13  | BEL Ret | ITA 14 | SIN 12  | JPN 16 | RUS 18  | USA 9   | BRA 12 | ABU Ret |         | 16位 | 2        |
| 2015年 | ロータス     | E23 Hybrid | AUS Ret | MAL Ret | CHN Ret | BHR 15  | ESP Ret | MON Ret | CAN 7   | AUT 7  | GBR Ret | HUN 14 | BEL Ret | ITA Ret | SIN 12 | JPN 8   | RUS 7  | USA 8   | MEX 11  | BRA 10 | ABU Ret |         | 14位 | 27       |

- 太字はポールポジション、斜字はファステストラップ。(key)
- † : リタイアだが、90%以上の距離を走行したため規定により完走扱い。

### FIA 世界耐久選手権
| 年        | チーム           | 使用車両   | クラス | 1     | 2     | 3     | 4     | 5     | 6     | 7     | 8       | 順位 | ポイント |
| --------- | ---------------- | ---------- | ------ | ----- | ----- | ----- | ----- | ----- | ----- | ----- | ------- | ---- | -------- |
| 2018-19年 | ドラゴンスピード | オレカ・07 | LMP2   | SPA 5 | LMN 3 | SIL 4 | FSW 6 | SHA 2 | SEB 3 | SPA 1 | LMN Ret | 3位  | 117      |

- 太字はポールポジション、斜字はファステストラップ。(key)

### ル・マン24時間レース
| 年     | チーム           | コ・ドライバー                                | 車                  | クラス | 周回 | 総合順位 | クラス順位 |
| ------ | ---------------- | --------------------------------------------- | ------------------- | ------ | ---- | -------- | ---------- |
| 2018年 | ドラゴンスピード | ロベルト・ゴンザレス ナタナエル・ベルトン     | オレカ・07-ギブソン | LMP2   | 360  | 9位      | 5位        |
| 2019年 | ドラゴンスピード | ロベルト・ゴンザレス アンソニー・デビッドソン | オレカ・07-ギブソン | LMP2   | 245  | DNF      | DNF        |